# International Tech Park
International Tech Park comúnmente llamado ITPL o también ITPB es un parque tecnológico ubicado en Whitefield, a 18 km del centro de la ciudad. Es gestionado por Ascendas.

## Historia
ITPB fue discutido en 1992 por los entonces primeros ministros de India y Singapur ( PV Narasimha Rao y Goh Chok Tong) respectivamente, para replicar la infraestructura de calidad de Singapur en India. Un consorcio de empresas de Singapur unió fuerzas con el Grupo Tata para asumir el proyecto. Ascendas ha participado activamente en ITPB desde su creación en 1996 y ha sido un socio principal en el consorcio de Singapur que posee el 47 por ciento del ITPL. A ese 47 por ciento ahora se le ha agregado el 47 por ciento del grupo Tatas, y el KIADB continúa manteniendo su participación del 6 por ciento. Dos exministros principales de Karnataka -  S.M. Krishna,  Praven, exgobernador de Karnataka T.N.Chatruvedi y primer ministro de Singapur Lee Hsien Loong y presidente  S.R.Natha han inaugurado cada uno de los edificios en varias tenencias.
El parque fue el primero de su tipo con el entorno de trabajo en vivo que se construyó en la India y desde entonces se ha convertido en un modelo a seguir para otros proyectos similares a los parques de TI en el país

## Estructura
Incluye el centro comercial Park Square de 450,000 pies cuadrados, varios estadios deportivos y el hotel Vivanta by Taj. Es el parque tecnológico más antiguo de Bangalore y está ubicado en el grupo Whitefield. Fue creado como resultado de una empresa conjunta entre India y Singapur en enero de 1994. Es una instalación grande, que comprende 10 edificios:  Descubridor ,  Innovador ,  Creador ,  Explorador ,  Inventor ,  Navegador ,  Voyager ,  Aviador ,  Pionero  y  Victor . Este parque ofrece instalaciones de campus para gigantes multinacionales como IPsoft, General Motors, Société Générale, Mu Sigma, Xerox, Conduent, AT&T, Soais,  Sharp, Juegos científicos, Medtronic, iGATE, IBM, GE , Airtel, Vodafone, Moving Picture Company,  TCS, Startek, Gyansys Infotech, Technicolor, Atos, Unisys, Delphi, Huawei,  Oracle, Perot Systems, Materiales aplicados, GalaxE Solutions,  Primero American (India) y otras medianas y pequeñas empresas. Fuera de ITPB, han surgido numerosas compañías como Dell, Tesco,  Shell, Aviva,  GM, Schneider Electric,  Sapient,  Goodrich / UTC aeroespacial y DaimlerChrysler, Symphony Teleca Corp y Tangoe que también se encuentran en  Whitefield.